# Жумагазиев, Нурберген Батыргалиевич
Нурберген Батыргалиевич Жумагазиев (род. 20 ноября 1990) — казахстанский шорт-трекист, участник Олимпийских игр 2014 года.

## Биография
На Азиатских играх в Алма-Ате выступал в индивидуальных забегах на 1000 и 1500 метров, а также в эстафете на 5000 метров. В эстафете команда завоевала бронзу, на дистанции 1000 метров пришёл седьмым. Пробиться в финал выступлений на 1500 метров помешало падение спортсмена из Монголии, которое привело и к падению Нурбергена.
На Олимпийских играх в Сочи выступал в индивидуальном забеге на 500 метров и в эстафете на 5000 метров. Личный результат на 500 метрах — 42,680 секунды и 29 место, в эстафете вместе с командой показал результат 6:54,630, что принесло им 5 место.

## Тренерская карьера
16 июля 2022 года — назначен главным тренером команды Казахстана по шорт-треку.

## Награды
Золотая медаль этапа Кубка мира в Канныне (Южная Корея) на дистанции 1000 метров с результатом 1 минута 26,069 секунды в 2016 году.
Бронзовый призёр на 28-й Всемирной зимней Универсиаде — 2017 в Алматы на дистанции 1500 метров, результат 2 минуты 31,287 секунды.
Бронзовый призёр этапа Кубка мира в Минске на дистанции 1000 метров, результат 1 минута 26,378 секунды в 2017 году.